# Németország az 1932. évi téli olimpiai játékokon
Németország az egyesült államokbeli Lake Placidben megrendezett 1932. évi téli olimpiai játékok egyik részt vevő nemzete volt. Az országot az olimpián 3 sportágban 20 sportoló képviselte, akik összesen 2 érmet szereztek.

## Érmesek
| Érem  | Versenyző | Sportág   | Versenyszám  |
| ----- | --- | --------- | ------------ |
| Bronz | Hanns Kilian Max Ludwig Hans Mehlhorn Sebastian Huber | Bob       | Férfi négyes |
| Bronz | Nemzeti válogatott Rudi Ball Alfred Heinrich Erich Herker Gustav Jaenecke Werner Korff Walter Leinweber Erich Römer Martin Schröttle Marquard Slevogt Georg Strobl | Jégkorong | Férfi        |

## Bob
| Versenyző                                                          | Versenyszám | 1. futam | 1. futam | 2. futam | 2. futam | 3. futam | 3. futam | 4. futam | 4. futam | Összesítés | Összesítés |
| Versenyző                                                          | Versenyszám | Idő      | Hely.    | Idő      | Hely.    | Idő      | Hely.    | Idő      | Hely.    | Idő        | Helyezés   |
| ------------------------------------------------------------------ | ----------- | -------- | -------- | -------- | -------- | -------- | -------- | -------- | -------- | ---------- | ---------- |
| Hanns Kilian Sebastian Huber                                       | Kettes      | 2:15,27  | 5.       | 2:11,08  | 6.       | 2:05,82  | 4.       | 2:03,19  | 5.       | 8:35,36    | 5.         |
| Werner Huth Max Ludwig                                             | Kettes      | 2:11,53  | 2.       | 2:11,58  | 7.       | 2:11,32  | 9.       | 2:10,62  | 10.      | 8:45,05    | 7.         |
| Hanns Kilian Max Ludwig Hans Mehlhorn Sebastian Huber              | Négyes      | 2:03,11  | 3.       | 2:01,34  | 3.       | 1:58,19  | 2.       | 1:57,40  | 3.       | 8:00,04    |            |
| Walther von Mumm Hasso von Bismarck Gerhard Hessert Georg Gyssling | Négyes      | 2:11,59  | 7.       | 2:11,72  | 6.       | 2:07,89  | 6.       | 2:04,25  | 7.       | 8:35,45    | 7.         |

## Jégkorong
| Német férfi jégkorongcsapat-játékoskeret                                      | Német férfi jégkorongcsapat-játékoskeret                                              | Német férfi jégkorongcsapat-játékoskeret |
| ----------------------------------------------------------------------------- | ------------------------------------------------------------------------------------- | ---------------------------------------- |
| - Rudi Ball - Alfred Heinrich - Erich Herker - Gustav Jaenecke - Werner Korff | - Walter Leinweber - Erich Römer - Martin Schröttle - Marquard Slevogt - Georg Strobl |                                          |

### Eredmények
| 1932. február 4. | Németország (GER) | 2 – 1 (0–0, 1–1, 1–0) | Lengyelország | Lake Placid |

|  |  |  |  |  |
|  |  |  |  |  |
|  |  |  |  |  |
|  |  |  |  |  |

| 1932. február 6. | Kanada (CAN) | 4 – 1 (2–0, 2–0, 0–1) | Németország | Lake Placid |

|  |  |  |  |  |
|  |  |  |  |  |
|  |  |  |  |  |
|  |  |  |  |  |

| 1932. február 7. | Egyesült Államok (USA) | 7 – 0 (3–0, 2–0, 2–0) | Németország | Lake Placid |

|  |  |  |  |  |
|  |  |  |  |  |
|  |  |  |  |  |
|  |  |  |  |  |

| 1932. február 8. | Kanada (CAN) | 5 – 0 (2–0, 1–0, 2–0) | Németország | Lake Placid |

|  |  |  |  |  |
|  |  |  |  |  |
|  |  |  |  |  |
|  |  |  |  |  |

| 1932. február 10. | Egyesült Államok (USA) | 8 – 0 (2–0, 2–0, 4–0) | Németország | Lake Placid |

|  |  |  |  |  |
|  |  |  |  |  |
|  |  |  |  |  |
|  |  |  |  |  |

| 1932. február 13. | Németország (GER) | 4 – 1 (0–0, 2–1, 2–0) | Lengyelország | Lake Placid |

|  |  |  |  |  |
|  |  |  |  |  |
|  |  |  |  |  |
|  |  |  |  |  |

Végeredmény
| Csapat                 | M | Gy | D | V | G+ | G– | Gk  | P  |
| ---------------------- | - | -- | - | - | -- | -- | --- | -- |
| Kanada (CAN)           | 6 | 5  | 1 | 0 | 32 | 4  | +28 | 11 |
| Egyesült Államok (USA) | 6 | 4  | 1 | 1 | 27 | 5  | +22 | 9  |
| Németország (GER)      | 6 | 2  | 0 | 4 | 7  | 26 | –19 | 4  |
| Lengyelország (POL)    | 6 | 0  | 0 | 6 | 3  | 34 | –31 | 0  |

| Csapat      | Helyezés |
| ----------- | -------- |
| Németország |          |

## Műkorcsolya
| Versenyző   | Versenyszám  | Kötelező elemek   | Kötelező elemek | Kűr               | Kűr   | Összesítés                     | Összesítés                     | Összesítés                     | Összesítés                     | Összesítés                     | Összesítés                     | Összesítés                     | Összesítés        | Összesítés  | Összesítés | Összesítés |
| Versenyző   | Versenyszám  | Kötelező elemek   | Kötelező elemek | Kűr               | Kűr   | Helyezési pontszámok bírónként | Helyezési pontszámok bírónként | Helyezési pontszámok bírónként | Helyezési pontszámok bírónként | Helyezési pontszámok bírónként | Helyezési pontszámok bírónként | Helyezési pontszámok bírónként | Több. hely. száma | Hely. össz. | Pont       | Helyezés   |
| Versenyző   | Versenyszám  | Több. hely. száma | Hely.           | Több. hely. száma | Hely. | 1                              | 2                              | 3                              | 4                              | 5                              | 6                              | 7                              | Több. hely. száma | Hely. össz. | Pont       | Helyezés   |
| ----------- | ------------ | ----------------- | --------------- | ----------------- | ----- | ------------------------------ | ------------------------------ | ------------------------------ | ------------------------------ | ------------------------------ | ------------------------------ | ------------------------------ | ----------------- | ----------- | ---------- | ---------- |
| Ernst Baier | Férfi egyéni | 6×6+              | 6.              | 5×5+              | 5.    | 5,0                            | 5,0                            | 5,0                            | 5,0                            | 4,0                            | 4,0                            | 7,0                            | 6×5+              | 35,0        | 2334,8     | 5.         |